# Max Pechstein

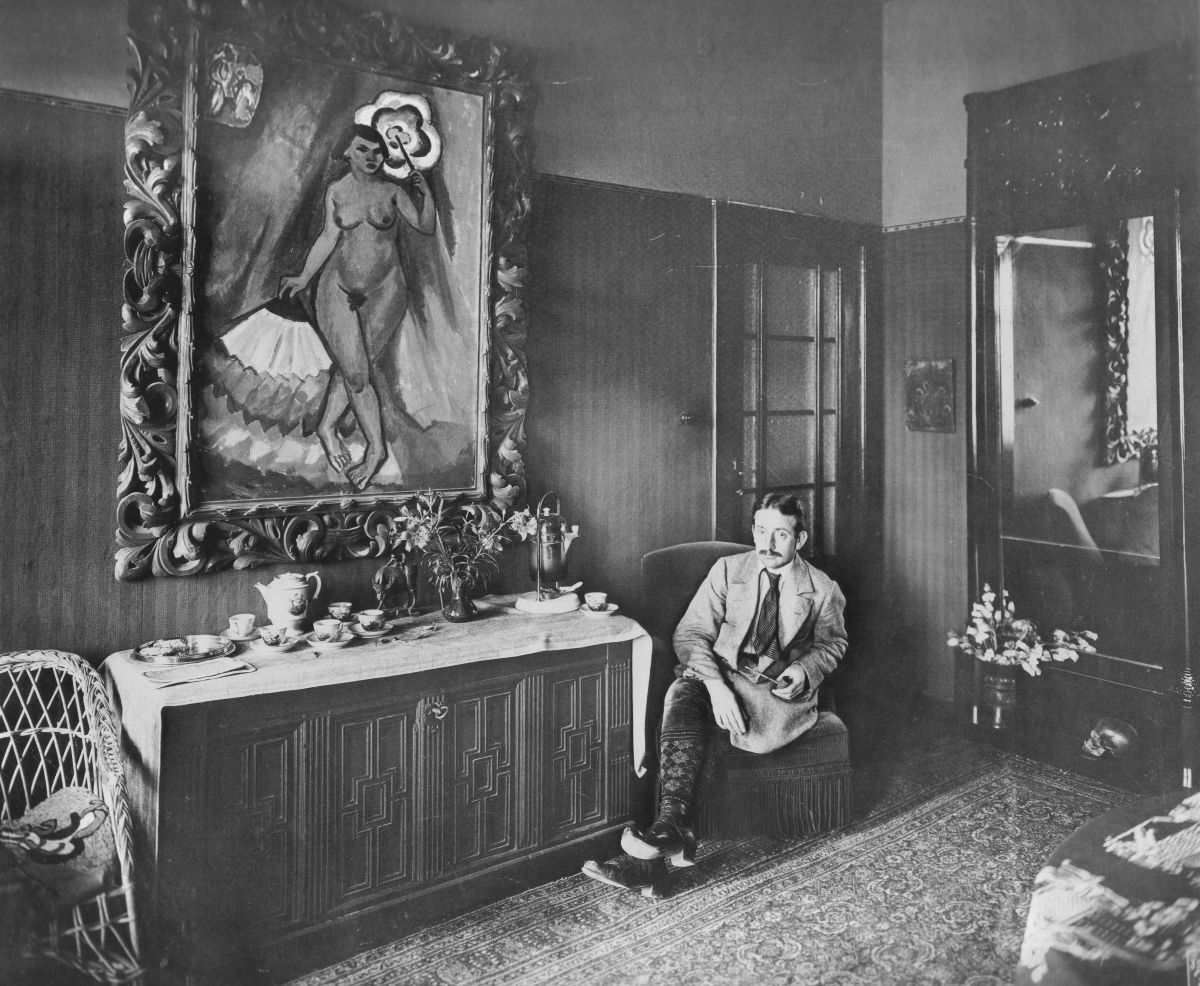
Max Pechstein a la seva residència de Berlín-Zehlendorf l'any 1915

Max Hermann Pechstein (Zwickau, Alemanya, 31 de desembre del 1881 - Berlín, 29 de juny del 1955) va ésser un pintor expressionista i grafista alemany.
Va freqüentar l'Escola d'Arts Aplicades de Zwickau i, a partir de l'any 1902, va estudiar a l'Acadèmia de les Arts de Dresden. El 1906 es va incorporar al grup d'artistes conegut com a Die Brücke (El pont).
El 1933 Pechstein va ser censurat pels nazis a causa del seu art i li van prohibir pintar. Com a conseqüència de tot plegat, 326 de les seues obres van ser tretes dels museus alemanys i 16 van ser exhibides en l'exposició anomenada Entartete Kunst (Art degenerat) l'any 1937. Durant tot aquest temps Pechstein va ser desterrat a Pomerània i no va ser fins acabada la Segona Guerra Mundial que va ser 
rehabilitat i tornat a ser nomenat professor de l'Escola Superior d'Arts Figuratives a Berlín.
És un dels màxims referents de l'expressionisme.